# Bekai Camara
Alhaji Bekai Camara (* 18. Februar 1968 in Baja Kunda (nach anderer Quelle: 15. April 1966); † 6. März 2011 in Banjul) war Politiker im westafrikanischen Staat Gambia.

## Bildung
Camara besuchte die Grundschule Baja Kunda Lower Basic School, danach die St George’s Secondary Technical School und anschließend das Management Development Institute, wo er ein Diplom in geschlechtlicher Gleichstellung und Entwicklung (englisch Diploma in Gender and Development) und ein Diplom in Betriebswirtschaft (englisch Diploma in Management Studies) erwarb. Er ging dann auf die Universität von Gambia, wo er ein Diplom in Bevölkerungsentwicklung (englisch Post Graduate Diploma in Population and Development on going) erlangte. In Nigeria erwarb er Kenntnisse über Fernunterricht in den modernen Medien, weiter eignete er sich Kenntnisse über die Vermittlung von Umweltmanagement an.

## Beruflicher Werdegang
Von 1988 bis 1990 war Camara als freiberuflicher Reporter beim The Gambia Weekly (später: The Gambia Info) tätig. Als Rundfunksprecher beim Radio Gambia, wo er von 1990 bis 1994 tätig war, erlangte er landesweite Bekanntheit für seine Beiträge in Soninke. Anschließend war bei der National Environment Agency (NEA), der nationalen Umweltbehörde, als Vermittler und Seminarleiter von Umweltthemen (englisch Programmer Assistant Env. Education and Communication) bis 2003 tätig. Als Regieassistent bei der Gambia Radio & Television Services (GRTS) war Camara ab 2003 bis 2007 tätig.
Weiter betätigte er sich als Präsident der Gambia Association of the Physically Disabled (deutsch Gambischer Verband für Körperbehinderte).

## Politisches Wirken
| Parlamentswahl | Stimmen | Stimmanteil |
| -------------- | ------- | ----------- |
| 2007           | 3.760   | 58,29 %     |

Bei den Parlamentswahlen 2007 trat er als Parteimitglied der Alliance for Patriotic Reorientation and Construction (APRC) im Wahlkreis Wuli East an. Er konnte sich gegen seinen Gegenkandidaten Suwaibou Touray (NADD) behaupten und erlangte ein Sitz in der Nationalversammlung. Dort war er stellvertretender Vorsitzender im Ausschuss für Umweltpolitik.
Kurz nach seiner Einlieferung am 27. Februar 2011 in das Royal Victoria Teaching Hospital in Banjul starb Camara nach kurzer Krankheit Anfang März 2011. Er wurde mit einem Staatsakt in der Nationalversammlung geehrt, bevor er nach Baja Kunda zur Bestattung überführt wurde.

## Auszeichnungen
- 2006: Best Journalist of The Year 2005 – The Point Entertainment (The Point)[2]